# Liste der Biografien/His
Liste der Biografien |
Portal Biografien |
Personensuche
# |
A |
B |
C |
D |
E |
F |
G |
H |
I |
J |
K |
L |
M |
N |
O |
P |
Q |
R |
S |
T |
U |
V |
W |
X |
Y |
Z |
?
 
Ha |
Hd |
He |
Hi |
Hj |
Hk |
Hl |
Hm |
Hn |
Ho |
Hr |
Hs |
Ht |
Hu |
Hv |
Hw |
Hy
 
Hia |
Hib |
Hic |
Hid |
Hie |
Hif |
Hig |
Hih |
Hii |
Hij |
Hik |
Hil |
Him |
Hin |
Hio |
Hip |
Hir |
His |
Hit |
Hiv |
Hiw |
Hix |
Hiy |
Hiz
Die Liste der Biografien führt alle Personen auf, die in der deutschsprachigen Wikipedia einen Artikel haben. Dieses ist eine Teilliste mit 107 Einträgen von Personen, deren Namen mit den Buchstaben „His“ beginnt.

## His
- His, Rudolf (1870–1938), Schweizer Jurist und Rechtshistoriker
- His, Wilhelm (1831–1904), Schweizer Anatom
- His, Wilhelm (1863–1934), deutscher Internist und Sohn des Anatomen Wilhelm His
- His-Eberle, Eduard (1886–1948), Schweizer Rechtswissenschaftler und Historiker

### Hisa
- Hisaaki (1276–1328), japanischer Shōgun des Kamakura-Shōgunates
- Hisadomi, Ryōsuke (* 1991), japanischer Fußballspieler
- Hisahito (* 2006), japanischer Adeliger, Sohn von Prinz Fumihito von JapanHisahito (* 2006)

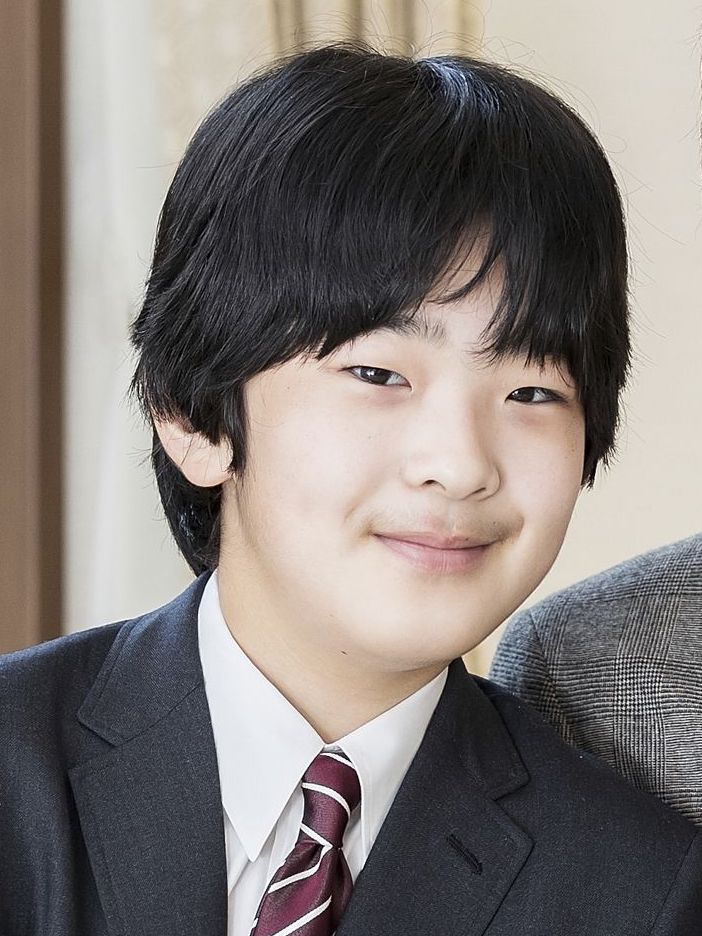
Hisahito (* 2006)

- Hisaishi, Joe (* 1950), japanischer Komponist
- Hisaita, Eijirō (1898–1976), japanischer Dramatiker und Drehbuchautor
- Hisakawa, Aya (* 1968), japanische Sängerin und Seiyū
- Hisama, Jūgi (* 1953), japanischer Schriftsteller
- Hisamatsu, Shin’ichi (1889–1980), japanischer Religionsphilosoph
- Hisami, Kanae (* 1987), japanische Tennisspielerin
- Hisamuddin Alam Shah (1898–1960), malaysischer König, Sultan von Selangor
- Hisanaga, Tatsunori (* 1977), japanischer Fußballspieler
- Hisao, Jūran (1902–1957), japanischer Schriftsteller
- Hisar, Abdülhak Şinasi (1887–1963), türkischer Autor
- Hisar, Remziye (1902–1992), türkische Chemikerin
- Hisashi Owada (* 1932), japanischer Diplomat, Richter am Internationalen Gerichtshof
- Hisashi, Mitakeumi (* 1992), japanischer Sumoringer
- Hisataka, Masayoshi (1907–1988), japanischer Kampfsportler
- Hisataka, Masayuki (* 1940), japanischer Kampfsportler
- Hisatomi, Ken (* 1990), japanischer Fußballspieler
- Hisaw, Frederick Lee (1891–1972), US-amerikanischer Zoologe
- Hisaya, Naoki, japanischer Spieleentwickler und Drehbuchautor

### Hisc
- Hischam I. (757–796), Emir von Córdoba
- Hischām ibn ʿAbd al-Malik (691–743), Kalif der Umayyaden
- Hischām ibn al-Hakam, Kalām-Gelehrter
- Hischam II. (966–1013), dritter Kalif von Córdoba (976–1009; 1010–1013)
- Hischam III. († 1036), maurischer Kalif von Córdoba
- Hische, Heinrich (1837–1912), deutscher Fabrikant und Politiker (NLP), MdR
- Hische, Jörg-Roger (1958–2015), deutscher Kommunalpolitiker und hauptamtlicher Bürgermeister der Stadt Springe
- Hischer, Annelene (* 1930), deutsche Schauspielerin und Hörspielsprecherin
- Hischer, Erhard (1925–2005), deutscher Psychologe und Professor für Sozialpädagogik
- Hischer, Horst (* 1943), deutscher Universitätsprofessor und Fachbuchautor
- Hischer, Ingeborg (* 1942), deutsche Sängerin und Gesanglehrerin
- Hischer, Michael (* 1955), deutscher Bildhauer
- Hischier, Karl (1925–2016), Schweizer Skisportler
- Hischier, Konrad (1935–2012), Schweizer Skilangläufer
- Hischier, Luca (* 1995), Schweizer Eishockeyspieler
- Hischier, Nico (* 1999), Schweizer EishockeyspielerNico Hischier (* 1999)

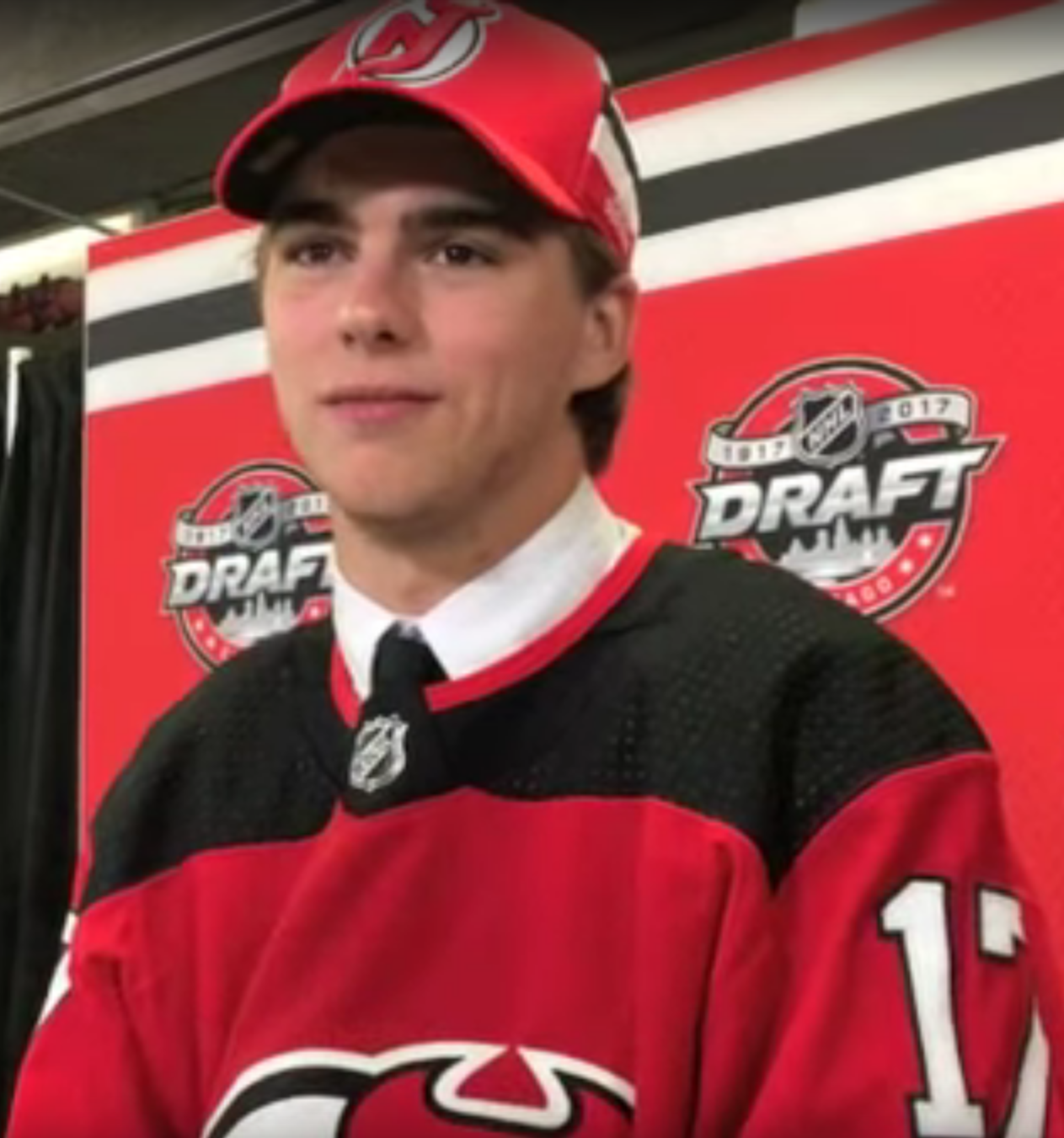
Nico Hischier (* 1999)

- Hischmann, Fabian (* 1983), deutscher Schriftsteller
- Hischmann, Rudolf (1889–1960), deutscher Politiker der CDU
- Hischylos, griechischer Töpfer
- Hischylos-Maler, griechischer Vasenmaler des rotfigurigen Stils
- Hiscock, Eileen (1909–1958), britische Leichtathletin
- Hiscock, Eric C. (1908–1986), Weltumsegler und Buchautor
- Hiscock, Frank (1834–1914), US-amerikanischer Politiker
- Hiscocks, Simon (* 1973), britischer Segler
- Hiscoe, Ken (* 1938), australischer Squashspieler
- Hiscott, Jim (* 1948), kanadischer Komponist und Akkordeonist

### Hise
- Hise, Elijah (1802–1867), US-amerikanischer Politiker
- Hise, Nicole (* 1992), deutsche Synchronsprecherin
- Hisel, Herbert (1927–1982), fränkischer Humorist
- Hisels, Aljaksandra (* 1995), belarussische Billardspielerin
- Hisely, Jean Joseph (1800–1866), Schweizer Historiker und Hochschullehrer
- Hiseman, Jon (1944–2018), britischer Rock- und Jazz-SchlagzeugerJon Hiseman (1944–2018)
- Hišep-Ratep, König von Elam

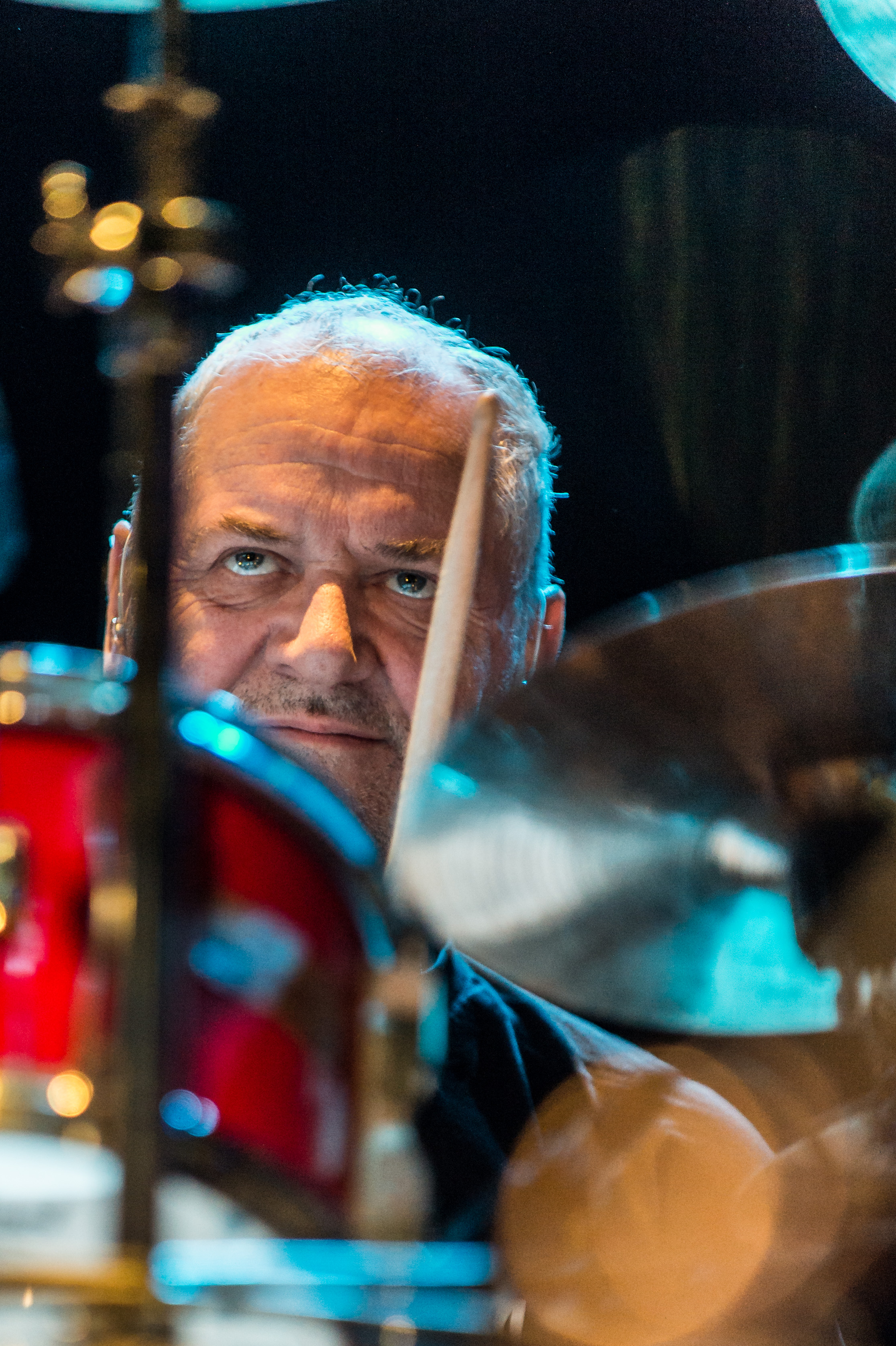
Jon Hiseman (1944–2018)

- Hisey, Rob (* 1984), kanadischer Eishockeyspieler

### Hisg
- Hisgen, Anton (1809–1864), preußischer Landrat im Kreis Wittlich
- Hisgen, Daniel (1733–1812), deutscher Maler und Grafiker
- Hisgen, Thomas L. (1858–1925), amerikanischer Schmierfett-Produzent und Politiker

### Hish
- Hisham, Hamizan (* 2001), singapurischer Fußballspieler
- Hisham, Syabil (* 2002), singapurischer Fußballspieler
- Hishida, Shunsō (1874–1911), japanischer Maler
- Hishikari, Takashi (1871–1952), General der kaiserlich japanischen Armee
- Hishikawa, Moronobu († 1694), japanischer Maler und Graphiker
- Hishon, Joey (* 1991), kanadischer Eishockeyspieler
- Hishongwa, Hadino (1943–2023), namibischer Politiker der SWAPO
- Hishoono, Naita (* 1976), namibische Demokratieaktivistin

### Hisi
- Hisilenapo, Dionísio (* 1966), angolanischer Geistlicher, Bischof von Namibe
- Hisinger, Wilhelm von (1766–1852), schwedischer Chemiker, Geologe und Mineraloge
- Hisis, Alejandro (* 1962), chilenischer Fußballspieler

### Hisk
- Hiskia ben Manoah, Talmudist, Kabbalist, Rabbiner
- Hiskia, Elliot (1947–2021), namibischer Fußballspieler
- Hiskija († 697 v. Chr.), König von Juda als Nachfolger seines Vaters AhasHiskija († 697 v. Chr.)

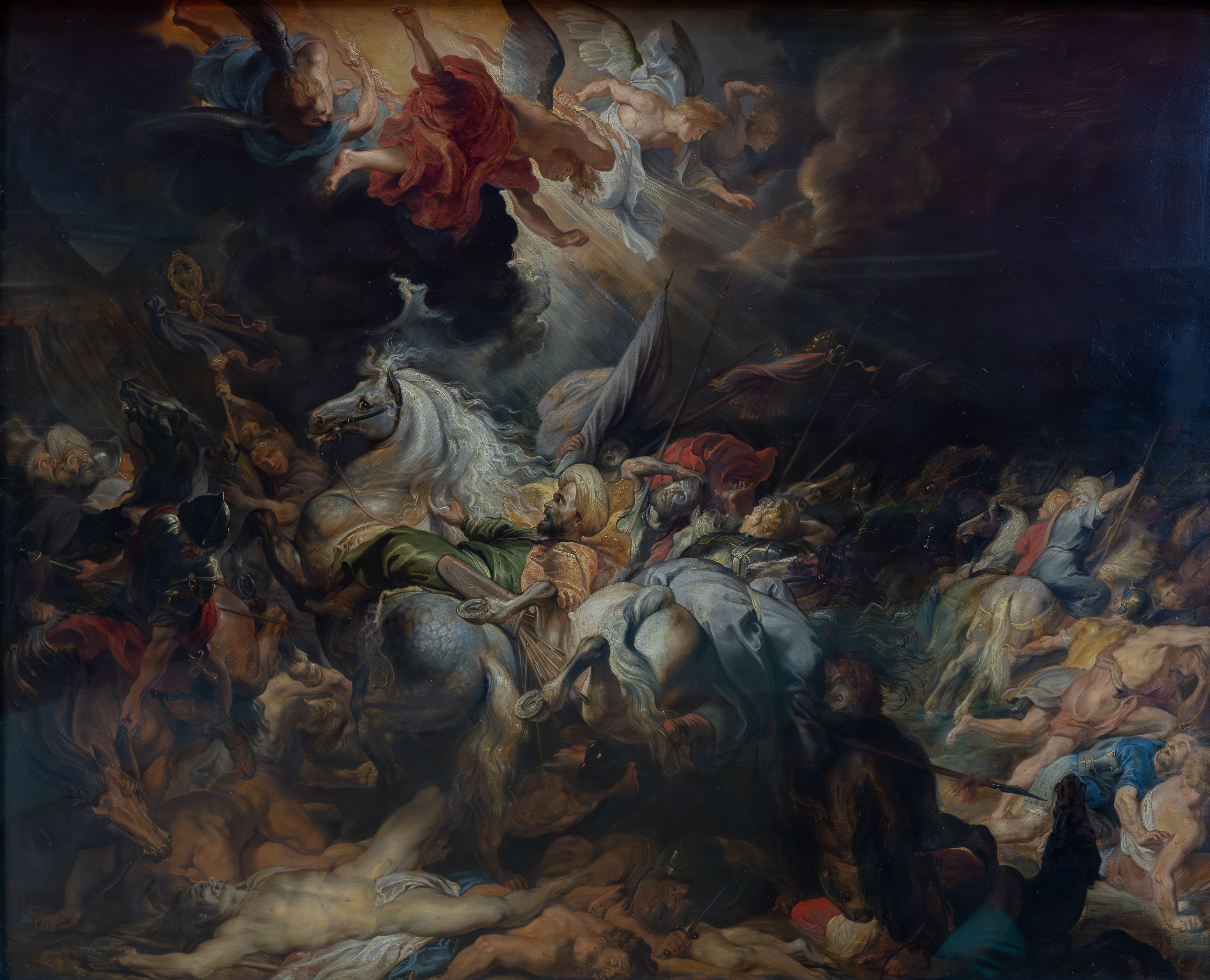
Hiskija († 697 v. Chr.)

- Hisko von Emden († 1427), Propst von Emden
- Hisku, Alida (* 1956), albanische Sängerin

### Hisl
- Hislop, Akanni (* 1998), Sprinter aus Trinidad und Tobago
- Hislop, Alexander (1807–1865), Pastor der Free Church of Scotland
- Hislop, David, schottischer Fußballspieler
- Hislop, Ian (* 1960), britischer Satiriker, Drehbuchautor, Fernsehproduzent und Herausgeber
- Hislop, Jamie (* 1954), kanadischer Eishockeyspieler, -trainer, -scout und -funktionär
- Hislop, Roland (1884–1948), australischer Politiker, Mitglied der Legislative Assembly of Queensland
- Hislop, Shaka (* 1969), britisch-trinidadischer Fußballtorhüter
- Hislop, Steve (1962–2003), schottischer Motorradrennfahrer
- Hislop, Thomas, 1. Baronet (1762–1843), britischer Militär und stellvertretender Gouverneur von Trinidad
- Hislop, Victoria (* 1959), britische Journalistin und Autorin

### Hisp
- Hispanius Modestinus, Marcus, römischer Offizier (Kaiserzeit)

### Hiss
- Hiss, Alger (1904–1996), US-amerikanischer JuristAlger Hiss (1904–1996)

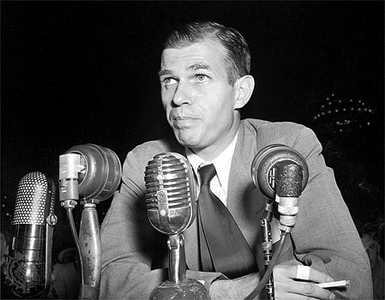
Alger Hiss (1904–1996)

- Hiß, Christian (* 1961), deutscher Unternehmer und Sachbuchautor
- Hiß, Stefanie (* 1974), deutsche Soziologin
- Hissein, Hassan (* 1992), tschadischer Fußballspieler
- Hisserich, Karl (1926–2011), deutscher Politiker (SPD), MdL
- Hissette, Jean (1888–1965), belgischer Augenarzt
- Hissey, Jane (* 1952), englische Schriftstellerin
- Hissink, Coen (1878–1942), niederländischer Schauspieler und Schriftsteller sowie ein Opfer des Nationalsozialismus
- Hissink, David Jacobus (1874–1956), niederländischer Agrarwissenschaftler, Bodenkundler und Chemiker
- Hißmann, Josef (1907–1989), deutscher Autor
- Hißmann, Michael (1752–1784), Philosoph und Hochschullehrer
- Hissnauer, Cathrin (* 1986), deutsche Tänzerin
- Hissnauer, Daniel (* 1977), deutscher Jurist, Richter am Bundesverwaltungsgericht
- Hissou, Salah (* 1972), marokkanischer Langstreckenläufer
- Hissrich, Lauren Schmidt (* 1978), amerikanische Fernsehproduzentin und DrehbuchautorinLauren Schmidt Hissrich (* 1978)

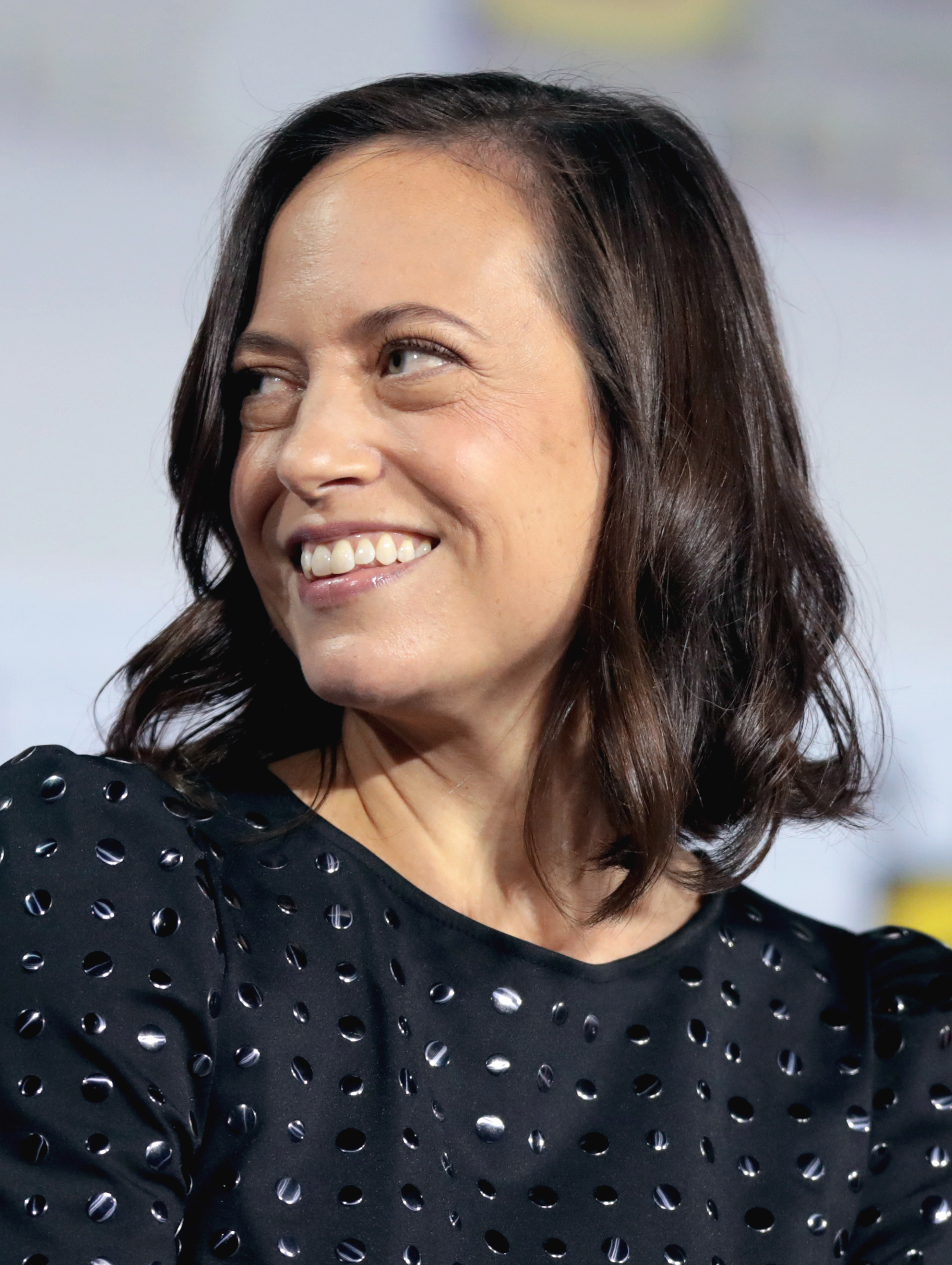
Lauren Schmidt Hissrich (* 1978)

### Hist
- Histiaios († 493 v. Chr.), Tyrann von Milet
- Histing, Heinz (* 1950), deutscher Fußballspieler

### Hisz
- Hiszpańska-Neumann, Maria (1917–1980), polnische Malerin und Grafikerin